# 萨西 (约讷省)
萨西（法語：Sacy，法語發音：[sasi]）是法国勃艮第-弗朗什-孔泰大区约讷省的一个旧市镇，属于欧塞尔区。2016年，萨西与市镇韦尔芒通合并为新的韦尔芒通。

## 地理
萨西（47°40'3"N, 3°49'12"E）面积27.7 平方千米，位于法国勃艮第-弗朗什-孔泰大區约讷省，该省份为法国中北部内陆省份，西接卢瓦雷省，西北接塞纳-马恩省，南至涅夫勒省，东临科多尔省，东北与奥布省接壤。
与萨西接壤的市镇（或旧市镇、城区）包括：艾格勒蒙附近利谢尔、屈尔河畔吕西、茹拉维尔、尼特里、韦尔芒通。

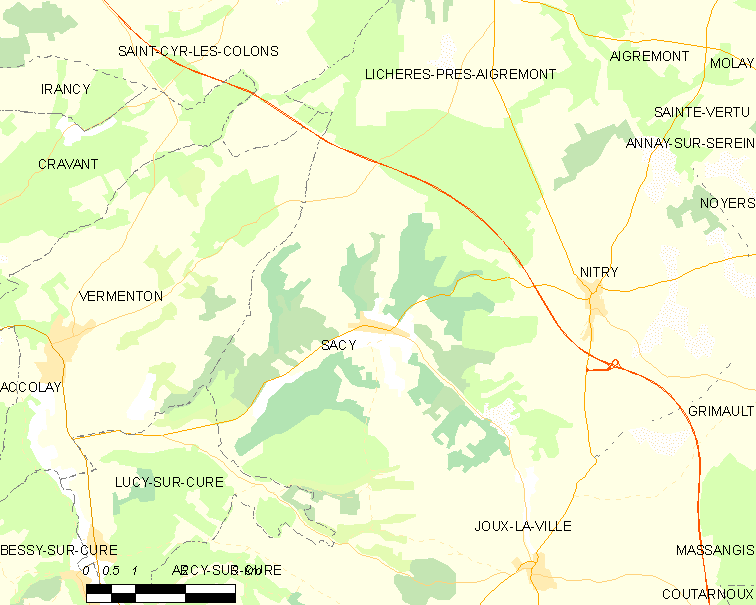
的OSM定位图

萨西的时区为UTC+01:00、UTC+02:00（夏令时）。

## 行政
萨西的邮政编码为89270，INSEE市镇编码为89330。

## 政治
萨西所属的省级选区为茹拉维尔县。

## 人口

1962-2008年间人口变化图示

萨西于2018年1月1日时的人口数量为169人。